# Occidryas fridayi
Occidryas fridayi är en fjärilsart som beskrevs av Gunder 1931. Occidryas fridayi ingår i släktet Occidryas och familjen praktfjärilar. Inga underarter finns listade i Catalogue of Life.